# Агиос Яковос
А̀гиос Я̀ковос (на гръцки: Αγιος Ιάκωβος; на турски: Altınova) е село в Кипър, окръг Фамагуста. Според статистическата служба на Северен Кипър през 2011 г. селото има 229 жители.
Де факто е под контрола на непризнатата Севернокипърска турска република.